# El Palmar, Guerrero
El Palmar är en ort i Mexiko.   Den ligger i kommunen Eduardo Neri och delstaten Guerrero, i den södra delen av landet, 200 km söder om huvudstaden Mexico City. El Palmar ligger 1 527 meter över havet och antalet invånare är 767.
Terrängen runt El Palmar är kuperad åt nordost, men åt sydväst är den bergig. Runt El Palmar är det ganska tätbefolkat, med 100 invånare per kvadratkilometer. Närmaste större samhälle är Chilpancingo de los Bravo, 15,1 km sydost om El Palmar. I omgivningarna runt El Palmar växer huvudsakligen savannskog.